# Oud-Herlaar

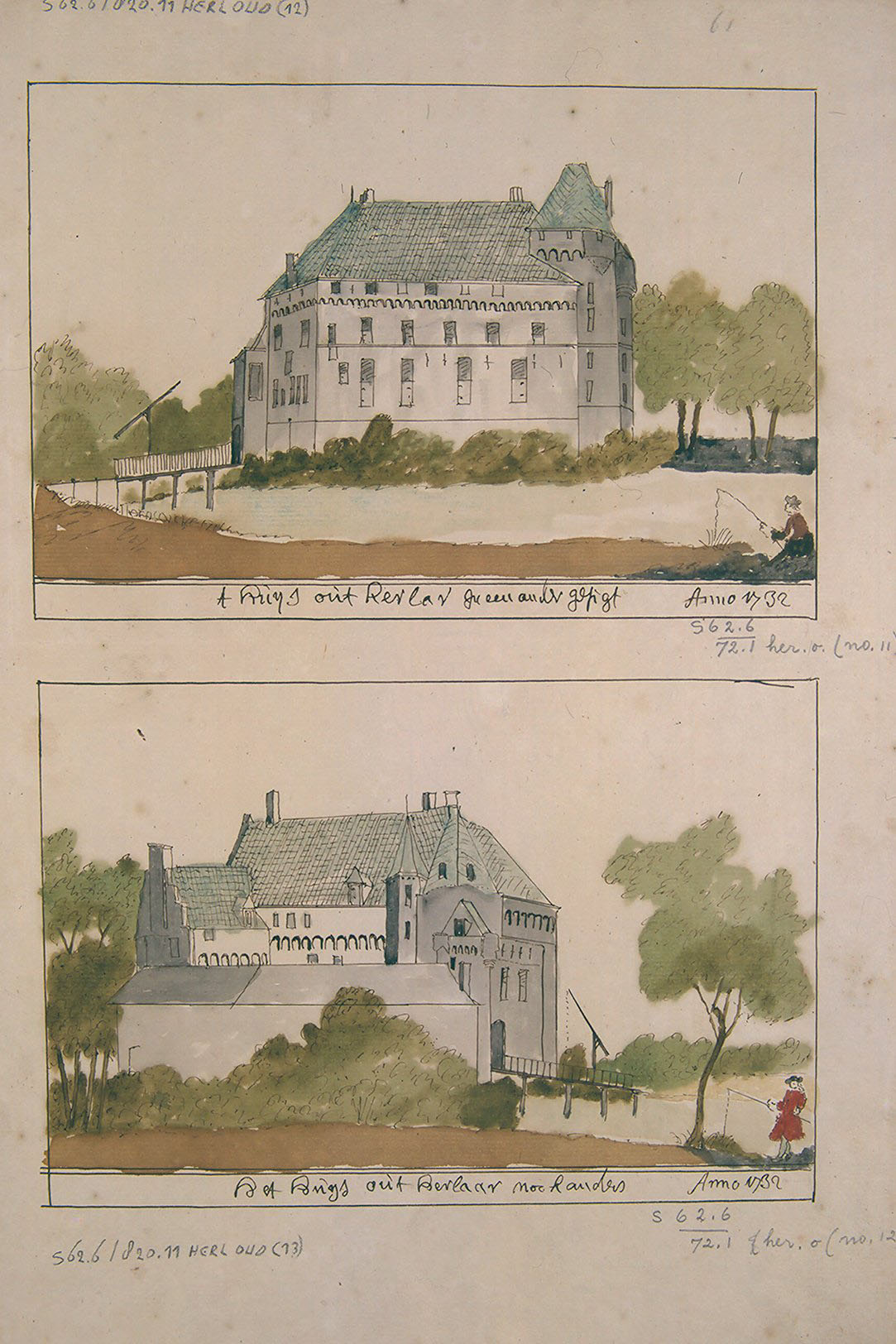
t Huijs out Herlar in een ander gesigt Anno 1732 (Atlas Schoemaker-Noord-Brabant)

Oud-Herlaar (ook: Oud-Herlaer) was een kasteel aan de Dommel, gelegen in het westen van de Nederlandse plaats Sint-Michielsgestel, vrijwel tegenover het zich in Vught bevindende Kasteel Maurick.
Het kasteel verkreeg de naam Oud-Herlaar toen een kilometer stroomopwaarts opnieuw een kasteel verrees, dat Nieuw-Herlaar werd genoemd.
Eens was dit kasteel de zetel van de belangrijke heerlijkheid Herlaar (Herlaer), die zelf ook weer leengoederen uitgaf. De Lijst van heren en vrouwen van Herlaar omvat een aantal aanzienlijke adellijke geslachten. Uiteindelijk werd de heerlijkheid bezit van de markiezen van Bergen op Zoom, die nog tal van andere bezittingen hadden. Door dit alles werd het kasteel verwaarloosd en uiteindelijk gesloopt.

## Geschiedenis
De eerste schriftelijke aanwijzing over de familie Van Herlaar dateert uit 1079. De oudste schriftelijke aanwijzing voor het kasteel staat in de verkoopakte van 1315, maar het is aannemelijk dat Dirk van Herlaar al eind 11e eeuw beschikte over een versterkt huis dat zijn allodiaal eigendom was. Dit betrof een mottekasteel: een kunstmatig opgeworpen heuvel van drie meter hoog waar een toren of zaalbouw bovenop stond. Mogelijk was dit gebouw ingemot, dat wil zeggen dat eerst de toren op het maaiveld was gebouwd waarna de aarden heuvel er tegenaan is aangebracht; deze aarde was dan afkomstig uit de omringende slotgracht. In de 13e eeuw is de motte nog voorzien van een bakstenen ringmuur. Naast de motte bevond zich waarschijnlijk een voorburcht met bijgebouwen.
De motte is op een gegeven moment afgevlakt, waarna er een veelhoekig kasteel op is gebouwd dat beter paste bij de hoge status van de familie Van Herlaar. De nieuwbouw zal vanaf begin 14e eeuw hebben plaatsgevonden, afgaande op de aangetroffen bakstenen.
In 1645 werd het kasteel beschreven door Philips van Leefdael als een seer out, sterck ghebout casteel, ghenaemt Out-Herlaer; ende voorden andere schoone goederen, mit dry watermeulens, eenen daer cooren ghemalen wordt, den anderen daer laeckens ghevolt worden, den derden daar rund voor de schoenmaeker ghemaelen wordt (een korenmolen, een volmolen, en een runmolen dus).
Een anonieme prent uit het einde van de 17e eeuw toont een grote ronde burcht, met een vierkante donjon. Ook was er een kapel en een dieventoren.
In latere jaren werd het kasteel nauwelijks meer bewoond en het verviel zodanig, dat het in 1736 voor sloop werd verkocht. In 1801 brandden de resterende gebouwen af. Slechts enkele kasteelmuren bleven overeind staan en deze werden gebruikt voor de bouw van een huis, waarvan een prent uit 1842 nog getuigt.
De huidige boerderij, Out-Herlaer geheten, werd in 1850 gebouwd, waarbij oude muurdelen zijn hergebruikt. In de stal is nog een schietsleuf van het vroegere kasteel bewaard gebleven.
De gracht werd in de 20e eeuw gedempt, maar is begin 21e eeuw weer uitgegraven. De vroegere motteheuvel - waar de boerderij op staat - is nog herkenbaar in het landschap.